# フォルカレイ

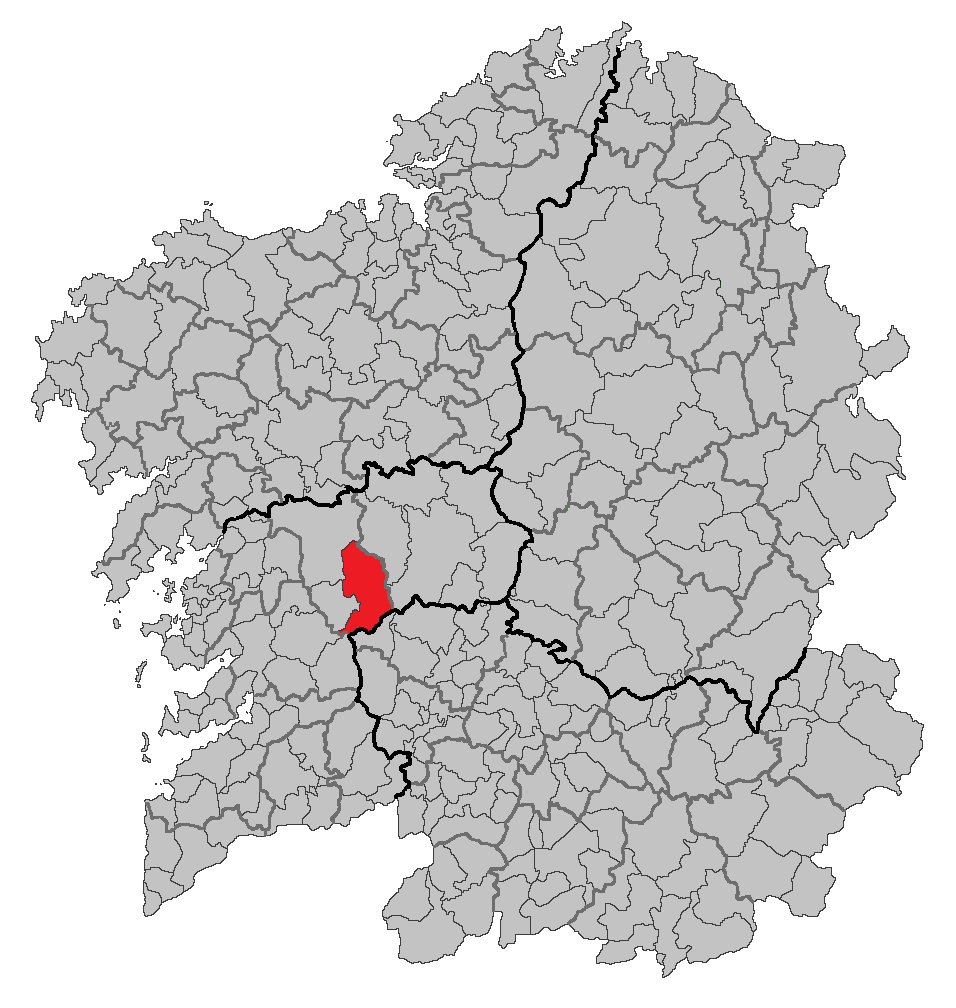

フォルカレイ（Forcarei）、スペイン、ガリシア州、ポンテベドラ県の自治体で、コマルカ・デ・タベイロス＝テーラ・デ・モンテスに属する。ガリシア統計局によると2011年の人口は4,044人（2010年：4,108人、2009年：4,219人、2008年：4,336人、2007年：4,428人、2006年：4,505人、2005年：4,576人、2004年：4,616人、2003年：4,704人、2002年：4,802人、2001年：4,849人、2000年：4,889人）。カスティーリャ語表記はForcarey。
ガリシア語話者の自治体人口に占める割合は98.57%（2001年）。

## 地理
フォルカレイはポンテベドラ県の北部に位置し、コマルカ・デ・タベイロス＝テーラ・デ・モンテスに属する。隣接する自治体は、北から西にかけてア・エストラーダ、北から東にかけてシジェーダ、南がア・ラマとベアリスと、東がラリン、西がセルデードとコトバーデである。
フォルカレイはア・エストラーダ司法管轄区に属す。

### 人口
出典:INE（スペイン国立統計局）1900年 - 1991年、1996年 - 
住民は14の教区の105の地区（集落）に居住する。

## 歴史
自治体としてのフォルカレイは1858年から1862年の間に、ソウテーロ・デ・モンテスという名で創設された。

## 政治
自治体首長はガリシア国民党（PPdeG）のベレン・カチャフェイロ・アンタ（Belén Cachafeiro Anta）、自治体評議員はガリシア国民党：6、ガリシア社会党（PSdeG-PSOE）：4、ガリシア民族主義ブロック（BNG）：1となっている（2011年5月22日の自治体選挙結果、得票順）。
| 1999年6月13日自治体選挙 |        |        |          |
| 政党                    | 得票数 | 得票率 | 獲得議席 |
| PPdeG                   | 2,116  | 66.50% | 10       |
| PSdeG-PSOE              | 601    | 18.89% | 2        |
| BNG                     | 419    | 13.17% | 1        |

| 2003年5月25日自治体選挙 |        |        |          |
| 政党                    | 得票数 | 得票率 | 獲得議席 |
| PPdeG                   | 2,254  | 73.25% | 9        |
| PSdeG-PSOE              | 555    | 18.04% | 2        |
| BNG                     | 240    | 7.80%  | 0        |

| 2007年5月27日自治体選挙 |        |        |          |
| 政党                    | 得票数 | 得票率 | 獲得議席 |
| PPdeG                   | 1,740  | 58.19% | 7        |
| PSdeG-PSOE              | 1,006  | 33.65% | 4        |
| BNG                     | 221    | 7.39%  | 0        |

| 2011年5月22日自治体選挙 |        |        |          |
| 政党                    | 得票数 | 得票率 | 獲得議席 |
| PPdeG                   | 1,432  | 52.34% | 6        |
| PSdeG-PSOE              | 888    | 32.46% | 4        |
| BNG                     | 385    | 14.07% | 1        |

## 教区
フォルカレイは13の教区に分けられる。
- アチベイロ（サンタ・マリーア）
- カストレーロ（サンタ・マリーニャ）
- ドゥアス・イグレシャス（サンタ・マリーア）
- フォルカレイ（サン・マルティーニョ）
- ア・マダレーナ・デ・モンテス（サンタ・マリーア・マダレーナ）
- メアビーア（サン・ショアン）
- ミジャラーダ（サン・アメディオ）
- パルデソーア（サンティアゴ）
- ペレイラ（サン・バルトロメウ）
- キンティジャン（サン・ペドロ）
- サン・ミゲル・デ・プレスケイラス（サン・ミゲル）
- サンタ・マリーニャ・デ・プレスケイラス（サンタ・マリーニャ）
- ベントーショ（サン・ニコラーオ）

## 出身著名人
- マヌエル・カナバル・フィエストラ（Manuel Canabal Fiestra）（1974 -） - 元サッカー選手。